# 社内ニート
社内ニート（しゃないニート）とは、会社に席を置きながら事業活動に活用されていない人材のことで、「雇用保蔵者」のこと。「社内失業」や「オフィスニート」とも呼ばれる。一般には、労働者であるためニートではないが、仕事がないため社内でほとんど働くことができない労働者のことをさして言う。

## 概要
就学も労働も職業訓練もしない（できない）非労働者をニートと呼ぶが、これに対し、社内ニートとは従業員としてその企業に在籍しながら、十分な仕事も与えられず、机に座って終日暇つぶしを強いられている者を指す。社内におけるニート的な存在という意味で、一部のマスコミ記事などで散見される言葉であるが、一般的には浸透していない。
いわゆる窓際族であるが、窓際族が定年が近い者というイメージであるのに対し、社内ニートは若年層も多く含む。一見気楽に見えるが、将来の仕事につながる人脈やスキルを構築する機会も与えられない（特に、勤務中に勉強をしたり情報収集をすることが禁止されている場合）など、モチベーションが高い労働者にとっては大変苦痛を伴う立場である。
社内ニートには「仕事」という職場における共通の目的や話題がないため、職場での孤立やコミュニケーションの不全、喪失が問題となる。
従来、仕事を与えないということは国鉄民営化過程での「人材活用センター」に代表されるように、解雇あるいは左遷される為の手段として活用されてきた。一方で現代社会においては、過労死やサービス残業、ブラック企業の話題に事欠かず、社内ニートという存在と矛盾する事象ばかりが焦点とされている。これらの経緯や矛盾から社内ニートという状態は働く者にとってストレスやスティグマとなる。
かつては日本の労働慣行として、従業員を一度正規雇用として雇うと（格段の理由がない限り）簡単に解雇できないことに原因を求める風潮が強かった。しかしグレーバーが『ブルシット・ジョブ』でまとめたように、解雇規制が緩いとされる欧米においても、ブルーカラーの仕事においては効率が追求され人員が削減されているのに対し、ホワイトカラーの仕事においては仕事のない労働者の増加が指摘されている。日本においても社内ニートが一般にホワイトカラーの職種において生じていることから、社内ニートは現代社会が広範に抱える問題であると言える。「社内ニート」と呼称されたこの種の従業員は昔から存在していた。

## 関連書籍
- 寺崎文勝『ニート世代の人事マネジメント』中央経済社 2006年 ISBN 4502381705
- フィリップ・ロートリン『ボーアウト　社内ニート症候群』講談社　2009年
- デヴィッド・グレーバー『ブルシット・ジョブ』岩波書店　2020年
- ハンナ・アーレント『人間の条件』